# Jalaluddin Haqqani
Mawlawi Jalaluddin Haqqani (Paktiyā, Afganistan, 1939 - 3 de setembre de 2018) va ser un militar mujahidí afganès, fundador i líder de la Xarxa Haqqani, un grup insurgent que lluita en les guerres de guerrilles contra les forces de l'OTAN dirigides pels EUA, i contra el govern de l'Afganistan. Es va destacar com un mujahidín internacionalment actiu en la dècada de 1980 durant la guerra de l'Afganistan, incloent l'Operació Magistral. El 2004, va dirigir militars pro-talibans per encapçalar una guerra santa a l'Afganistan. Jalaluddin va tenir una relació cordial amb Pakistan, però no va actuar contra el Moviment dels Talibans Pakistanesos, i que malgrat generar controvèrsia, Pakistan el va veure com un avantatge estratègic que podia intervenir entre les diferents faccions. Jalaluddin va mantenir una considerable popularitat local a les zones frontereres entre Afganistan i Pakistan, i va ser el líder islamista més experimentat de la regió. Steve Coll, autor de Ghost Wars, afirma que Haqqani va introduir l'atac suïcida a la regió fronterera dels dos països anteriorment esmentats.
Cap a finals de juny de 2015, alguns mitjans de comunicació van reportar que Haqqani havia mort l'any anterior. Aquests informes van ser negats pels talibans, i per alguns membres de família de Haqqani. El setembre de 2018, diversos mitjans de premsa publiquen la mort de Haqqani citant com a referència el portaveu dels talibans Zabihullah Mujahid.

## Biografia

### Primers anys
Era fill d'un acabalat comerciant i terratinent, que va traslladar a tota la família cap a Sultankhel. Era de l'ètnia paixtu de la tribu Zadran a Khost. Va cursar estudis religiosos avançats en el seminari Donar-al-'Ulam Haqqaniya Deobandi en 1964 i es va graduar amb un doctorat que li va donar l'estatus de mawlawi a Peshawar, Pakistan, en 1970. Després de l'exili del rei Zahir Shah i l'ascens al poder del President Dawud Khan en 1973, la situació política a l'Afganistan va començar a canviar lentament. Diversos partits polítics com el Partit Democràtic Popular de l'Afganistan (PDPA) buscaven prendre el control del país. Haqqani va ser un d'ells, i després de ser sospitós d'una conspiració en contra del govern, es va exiliar i es va establir en les rodalies de Miranshah, Pakistan. Des d'allà, va començar a organitzar una revolta en contra del govern de Khan en 1975. Després de la revolució de Saur en 1978 pel PDPA, Haqqani es va unir al Hezb-i Islami, liderada pel Mawlawi Mohammad Yunus Khalis. Va ser durant aquest període en el qual Haqqani va començar a construir una relació amb l'agència d'intel·ligència pakistanesa Inter-Services Intelligence (ISI).

### Comandant mujahidín
En la dècada de 1980, Jalaluddin Haqqani va ser conreat com un actiu 'unilateral' de l'CIA i va rebre desenes de milers de dòlars en efectiu, pel seu treball en la lluita contra l'exèrcit afganès sota el suport soviètic al país, segons una cita del llibre The Bin Ladens, publicat en 2008 per Steve Coll. Segons es diu, Haqqani va atreure el suport generós de rics països àrabs, en comparació d'altres líders mujahidins. En aquell temps, Haqqani va ajudar i va protegir Ossama bin Laden, qui estava construint la seva pròpia milícia per combatre contra el govern afganès, que estava sota el control de la Unió Soviètica.
L'influent congressista estatunidenc Charlie Wilson, el qual va ajudar a dirigir desenes de milions de dòlars als islamistes afganesos, va ser tan proper amb Haqqani que es referia a ell com la "bondat personificada". Haqqani va ser un aliat clau dels Estats Units i Pakistan, per al suport de la resistència mujahidín davant l'exèrcit soviètic. Alguns mitjans de premsa informen que Haqqani fins i tot va rebre una invitació a la Casa Blanca per part del president Ronald Reagan, tot i que les fotografies usades per recolzar les afirmacions de tal reunió han generat dubtes que Haqqani hagi viatjat alguna vegada cap als Estats Units. (Les imatges que intentaven confirmar el fet mostraven, en realitat, Mohammad Yunus Khalis).
Durant el govern de Najibullah en 1991, Haqqani va capturar la ciutat de Khost, la qual es va convertir a la primera ciutat comunista per part dels gihadistes. Després de la caiguda de Kabul per la forces mujahidines en 1992, va ser nomenat Ministre de Justícia de l'Estat Islàmic de l'Afganistan, i es va abstenir a participar en el conflicte fratricida que va esclatar entre les faccions mujahidines durant la dècada de 1990, la neutralitat de la qual li va valer un cert respecte.

### Relacions amb els talibans
Originalment, Haqqani no era membre del grup talibà, però va canviar la seva lleialtat cap a ells en 1995, quan aquests havien pres el control de Kabul. Entre 1996 i 1997, va exercir com a comandant militar talibà en el nord de Kabul, i va ser acusat de realitzar una neteja ètnica contra la comunitat local tadjika. Durant el règim talibà, va exercir com a Ministre de Fronteres i Afers Tribals, i governador de la província de Paktia.
L'octubre de 2001, Haqqani va ser nomenat comandant militar del règim talibà. Va poder haver tingut un rol a accelerar la fugida d'Ossama bin Laden, després de realitzar-se l'atemptat a les Torres Bessones. Inicialment, els estatunidencs van intentar allunyar-lo de la influència dels talibans. Va rebutjar les seves ofertes amb l'argument que, com a musulmà, estava obligat a resistir-se i veure'ls com a 'infidels invasors', tal com ho havia fet amb els soviètics en dècades passades. Amb la seva base en Khost sota constants atacs aeris estatunidencs, es creu que entre novembre i desembre d'aquest any va creuar la Línia Durand cap a la regió de Waziristan, al Pakistan. Quatre reclusos de Guantánamo (Abib Sarajuddin, Khan Zaman, Gul Zaman i Mohammad Gul) van ser capturats i empresonats per agents d'intel·ligència estatunidencs, els quals van rebre un informe segons el qual els detinguts s'havien allotjat amb Haqqani, poc després de la caiguda dels talibans. Després de consolidar-se el govern de Hamid Karzai al desembre de 2001, en el qual van participar molts exsenyors de la guerra, mujahidins, entre uns altres, es va decidir oferir-li a Haqqani un lloc de govern, però ell va rebutjar l'oferta.
En 2008, agents de la CIA es van enfrontar a oficials pakistanesos, després que afirmessin que l'agència Inter-Services Intelligence (ISI) posseïa vincles amb Haqqani, però la ISI va negar aquelles acusacions. Un atac aeri realitzat en 2008 contra Haqqani va causar la mort d'entre 10 i 23 persones. L'atac de míssils estatunidencs estaven dirigits cap a la residència de Haqqani, al poble de Dandi Darpa Khail a Waziristan del Nord i cap a una madrassa limítrofe al lloc. La madrassa, no obstant això, estava tancada, i Haqqani havia abandonat prèviament la zona. Haqqani ha estat acusat pels Estats Units d'estar involucrat en l'atemptat a l'ambaixada de l'Índia a Kabul en 2008, i a les batudes de Kabul al febrer de 2009.

### Rol en la insurrecció talibà
L'èxit dels combatents mujahidins en els dos anys que va durar la Guerra a Waziristan contra les forces paramilitars pakistaneses, va pressionar al govern que acceptés l'Acord de Waziristan de 2006. Després de l'absència de voluntat política per enfrontar els militants amb unitats regulars de l'exèrcit pakistanès, es va arribar a un alto el foc, que va permetre als talibans operar amb impunitat a Waziristan, mentre complien amb les lleis pakistaneses, i no emprenien incursions en la veïna Afganistan. Els talibans locals, identificats per alguns com l'Emirat Islàmic de Waziristan, semblaven haver-se enfortit amb l'alto el foc, així com per l'alliberament d'alguns combatents detinguts pel govern pakistanès, al començament de les hostilitats.
Haqqani, juntament amb el seu fill major Sirajuddin, van ser comandants de la Xarxa Haqqani, la qual es presumeix que té la seva principal base a Waziristan, Pakistan. La xarxa va ser creada per forces de resistència que emprenen la gihad contra les forces de l'OTAN dirigides pels EUA i la República Islàmica de l'Afganistan. El 16 d'octubre de 2011, les forces afganeses i de l'OTAN van llançar l'"Operació tall del ganivet" contra la Xarxa Haqqani, al sud-est de l'Afganistan. El Ministre de Defensa Afganès, Abdul Rahim Wardak, va explicar que l'operació "ajudarà a eliminar els insurgents, abans que ataquin en àrees, al llarg de la conflictiva frontera". Tant a ell com al seu fill, Sirajuddin, se'ls atribueix haver estat els primers talibans a aplicar la tàctica iraquiana de realitzar atac suïcides, i la seva xarxa és acusada de segrestos, decapitacions, feminicidis i nombrosos homicidis. George Gittoes, fabricador australià de pel·lícules d'idioma paixtu a la seva Casa Groga en Jalalabad, diu que Haqqani s'havia fet amic d'ell, i que estaria llest per recolzar Ashraf Ghani en les eleccions presidencials de 2014.

## Vida privada
Parlava amb fluïdesa persa, àrab, urdu i el seu nadiu paixtu. Se sap que tenia almenys set fills:
- Sirajuddin Haqqani, el qual va assumir el lideratge de la Xarxa Haqqani, succeint el seu pare.
- Badruddin Haqqani: germà menor de Sirajuddin. Va ser un comandant d'operacions de la Xarxa. Va ser assassinat per un atac d'un dron, el 24 d'agost de 2012, a Waziristan del Nord.[32][33][34]
- Nasiruddin Haqqani: va ser un financer i emissari clau de la xarxa. Com a fill de l'esposa àrab de Jalaluddin, parlava fluidament àrab, i viatjava cap a l'Aràbia Saudita i als Emirats Àrabs Units per recaptar fons.[35][36] Va ser assassinat per assaltants desconeguts en Bhara Kahu, a la zona aquest del territori de la capital d'Islamabad, Pakistan, l'11 de novembre de 2013.[37]
- Mohammed Haqqani: germà menor de Sirajuddin. Va ser un comandant militar de la xarxa, i va ser assassinat per un atac d'un dron, el 18 de febrer de 2010, a Waziristan del Nord.[38][39]
- Omar Haqqani: germà menor de Sirajuddin. Va ser assassinat mentre liderava les tropes de la xarxa, per part de militars estatunidencs, durant l'operació d'aquest últim a la província de Josto, al juliol de 2008.
- Aziz Haqqani: Germà menor de Sirajuddin i membre d'alt comandament de la xarxa.[40]
- Anas Haqqani: Alt membre de la xarxa. Va ser arrestat el 15 d'octubre de 2014 per l'exèrcit afganès, i condemnat a mort en 2016.[41]